# Chilothorax cervorum
Chilothorax cervorum är en skalbaggsart som beskrevs av Leon Fairmaire 1871. Chilothorax cervorum ingår i släktet Chilothorax och familjen Aphodiidae. Inga underarter finns listade i Catalogue of Life.